# امپراتور شیائوون
امپراتور شیائوون (انگلیسی: Emperor Xiaowen of Northern Wei؛ ۱۳ اکتبر ۴۶۷ – آوریل ۲۶, ۴۹۹ (سن ۳۱)) فرمانروای مطلق اهل وی شمالی بود.